# Березовська сільська рада (Первомайський район)
Бере́зовська сільська рада (рос. Берёзовский сельский совет) — сільське поселення у складі Первомайського району Алтайського краю Росії.
Адміністративний центр — село Березовка.

## Населення
Населення — 7772 особи (2019; 6220 в 2010, 5256 у 2002).

## Склад
До складу сільської ради входять:
| Населений пункт | Населення, осіб (2002) | Населення, осіб (2010) |
| --------------- | ---------------------- | ---------------------- |
| Бажево, селище  | 715                    | 885                    |
| Березовка, село | 3916                   | 4588                   |
| Новий, селище   | 178                    | 311                    |
| Правда, селище  | 447                    | 436                    |